# Leszczyny (Kielce)
Pour les articles homonymes, voir Leszczyny.
Leszczyny est une localité polonaise de la gmina de Górno, située dans le powiat de Kielce en voïvodie de Sainte-Croix.